# Colhué Huapi

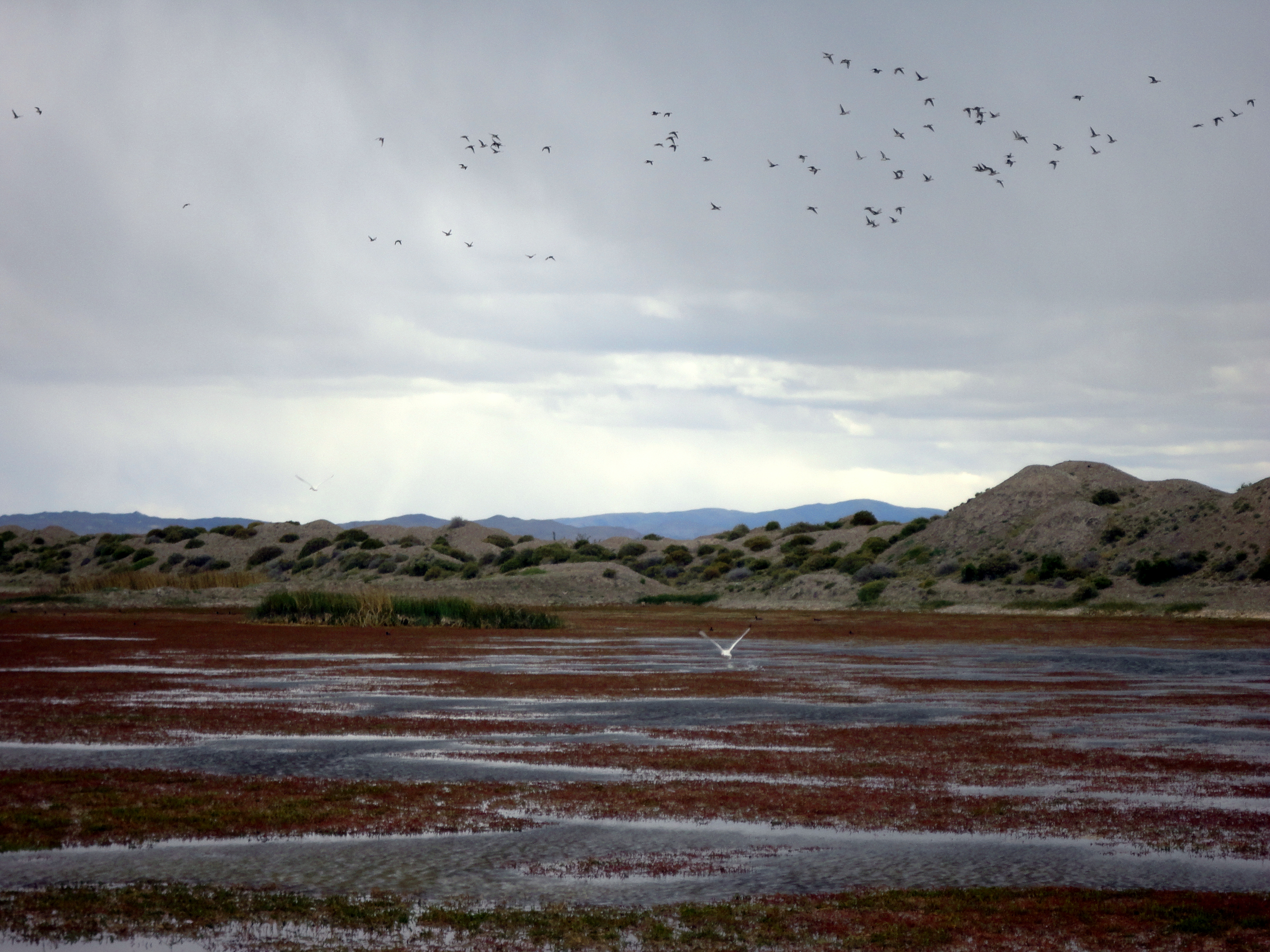
Lago Colhué Huapi

Der Lago Colhué Huapi ist der fünftgrößte See in Argentinien. Er befindet sich in der patagonischen Provinz Chubut. 
Der See hat eine Fläche von 803 km² und eine maximale Tiefe von 5,5 Metern bei einer durchschnittlichen Wassertiefe von 2 Metern. Die Uferlinienlänge beträgt 220 Kilometer. Das Einzugsgebiet wird mit 10.900 Quadratkilometern angegeben. Er wird durch den Fluss Senguer gespeist, der seinen Ursprung in den Anden im Lago Fontana hat und zuerst in den Lago Musters fließt, um dann in den Colhué Huapi zu münden. 
Der Name Colhué Huapi bedeutet in der Sprache der Mapuche „Rote Inseln“ und bezieht sich auf die vielen kleinen Lehm-Inseln des Sees. 

## Städte am See
Sarmiento (10.000 Einwohner) liegt zwischen dem Lago Colhué Huapi und dem Lago Musters auf einer Hochebene.